# UFC Fight Night: Santos vs. Ankalaev
UFC Fight Night: Santos vs. Ankalaev (também conhecido como UFC Fight Night 203 e UFC on ESPN+ 61 ou UFC Vegas 50) foi um evento de artes marciais mistas produzido pelo Ultimate Fighting Championship que aconteceu em 12 de março de 2022 nas instalações do UFC Apex em Enterprise, Nevada, parte da Área Metropolitana de Las Vegas, Estados Unidos.

## Histórico
Uma luta meio-pesado entre o ex-desafiante ao Cinturão Meio Pesado do UFC Thiago Santos e Magomed Ankalaev serviu como atração principal do evento. 
Uma luta no peso-pena entre Joshua Culibao e Damon Jackson estava marcada para o evento. No entanto, Culibao foi retirado do evento por razões não reveladas e foi substituído por Kamuela Kirk. 
A ex-campeã peso-mosca feminina da KSW, Ariane Lipski e JJ Aldrich estavam programados para se enfrentarem na luta peso-mosca feminina. No entanto, Lipski foi removido por motivos não revelados e substituído por Gillian Robertson. 
Mandy Bohm estava escalada para enfrentar Sabina Mazo no peso mosca feminino no evento. No entanto, Bohm desistiu da luta por motivos não revelados e foi substituído por Miranda Maverick.
Uma luta leve entre Ricky Glenn e Drew Dober era esperada para o evento. No entanto, uma semana antes do evento, Glenn desistiu devido a uma lesão na virilha e foi substituído por Terrance McKinney.

## Prêmios de bônus
Os seguintes lutadores receberam bônus de $ 50.000.
- Luta da Noite: Nenhum bônus concedido.
- Performance da Noite: Song Yadong, Khalil Rountree Jr., Cody Brundage e Azamat Murzakanov